# 19291 Karelzeman
19291 Karelzeman (1996 LF) là một tiểu hành tinh vành đai chính được phát hiện ngày 6 tháng 6 năm 1996 bởi P. Pravec và L. Šarounová ở Đài thiên văn Ondřejov.